# Cashmere (Washington)
Cashmere es una ciudad ubicada en el condado de Chelan en el estado estadounidense de Washington. En el año 2000 tenía una población de 2.965 habitantes y una densidad poblacional de 1282,7 personas por km².

## Geografía
Cashmere se encuentra ubicada en las coordenadas 47°31′10″N 120°28′8″O / 47.51944, -120.46889.

## Demografía
Según la Oficina del Censo en 2000 los ingresos medios por hogar en la localidad eran de $34.854, y los ingresos medios por familia eran $45.347. Los hombres tenían unos ingresos medios de $33.333 frente a los $25.439 para las mujeres. La renta per cápita para la localidad era de $17.468. Alrededor del 8,4% de la población estaban por debajo del umbral de pobreza.